# Burgsinn
Burgsinn est une commune du type Marktgemeinde de Bavière (Allemagne), située dans l'arrondissement de Main-Spessart, dans le district de Basse-Franconie.